# Nilla Pierrou
Gunilla Elisabet "Nilla" Pierrou, född 2 oktober 1947 i Hofors, är en svensk violinist och violinpedagog.
Pierrou är född i Hofors och växte upp i Borlänge där hennes far var fiollärare och hon själv fick Lille Bror Söderlundh som lärare. Vid 14 års ålder kom hon in på Kungliga Musikhögskolan i Stockholm där hennes lärare var Sven Karpe. Hon avlade diplomexamen 1966 och fortsatte 1970 sina studier för André Gertler i Bryssel vid Conservatoire Royal de musique där hon tog examen 1972. Mellan 1977 och 2000 verkade hon som docent vid musikkonservatoriet i Maastricht. År 2005 flyttade hon tillbaka till Sverige och bosatte sig i Rättvik. Hon är numera bosatt i Alingsås.
Nilla Pierrou har framträtt som solist i Europa och USA och vunnit internationella violintävlingar, bland annat i München ARD 1972, Budapest Szigeti 1973,  och Leipzig Bach 1976. I Rättvik grundade hon 2005 en skola för violinister, André Gertler Violin Academy.
Bland Pierrous elever märks André Rieu.

## Diskografi
- 1976–1977 – Johann Sebastian Bach: 3 Sonates et 3 Partitas pour violon seul. Enregistré pour la RTBF a Bruxelles. Remastered by BIE Belgium (Bruxelles) on CD 1998.
- 1979 – Tor Aulin: 4 Akvareller, Josef Suk: Four pieces, Johannes Brahms: Scherzo – med Eugène De Canck, piano (Pierrou spelar på en Stradivariusfiol). (OPUS 3)[3]
- 1980  – Johann Sebastian Bach: Violinkonsert a-moll BWV 1041 och Violinkonsert E-dur BWV 1042. Oskarshamns-ensemblen/Länsmusikensemblen i Oskarshamn (ork) med Claes-Merithz Petterson, dirigent. (Opus 3)
- 1980 – Bror Beckman: Sonat a-moll op.1 för violin och piano samt Edvard Grieg Sonat F-dur nr 1 op.8 för violin och piano med Eugene De Canck, piano. (Caprice LP C80-1185)
- 1967 – Wilhelm Peterson-Berger: Konsert för violin och orkester, fiss moll – med Sveriges Radios symfoniorkester, dir Stig Westerberg. 1996 utgiven på cd. (STIM: Svensk musik)[4]
- 2011 – Jenö Hubay, Lille Bror Söderlundh, Willem Kersters, Joseph Haydn, Edvard Grieg, Anton Webern, Leoš Janáček, Béla Bartók, Eugène Ysaÿe, Victor Legley, Ernest Bloch, Tor Aulin, Bela Bartok/Andre Gertler, Zoltán Kodály. (KB Eklund Musica Verba)[5]
- 2012 – 4 nya cd Mina jubileer – Bach, Brahms, Huybrechts, Beethoven, Beckman, Grieg, Schubert, Stenhammar, Kodaly, Larsson, Ysaÿe och Alban Berg på OAK GROVE CD 2030. Konserter och radioinspelningar 1973–1985 med Eugène De Canck, piano, Claes Merithz dir., Oskarshamnsensemblen, Jorma Panula dir., Helsingborgs symfoniorkester, Frédéric Devreese dir., Filharmonie van Antwerpen, Georg A. Albrecht dir., Junge Deutsche Philharmonie